# 卡雷加爾杜薩爾
40°26′N 8°0′W / 40.433°N 8.000°W
卡雷加爾杜薩爾（葡萄牙語：Carregal do Sal），是葡萄牙的城鎮，位於該國中北部，由維塞烏區負責管轄，始建於1836年，面積116.89平方公里，2011年人口9,835，人口密度每平方公里84.14人。